# Мушников Георгій Юстинович
Георгій Юстинович Мушников (8 грудня 1923 — 3 лютого 1984) — учасник Другої світової війни, командир ланки 140-го гвардійського штурмового авіаційного полку 8-ї гвардійської штурмової авіаційної дивізії 1-го гвардійського штурмового авіаційного корпусу 2-ї повітряної армії 1-го Українського фронту, гвардії старший лейтенант, Герой Радянського Союзу.

## Біографія
Він народився 8 грудня 1923 року в селі Айбашево Бірського кантону Башкирської АРСР у селянській родині. Росіянин.
Без відриву від навчання в середній школі закінчив Уфимський аероклуб у 1941 році. Після закінчення аероклубу добровільно вступив в авіаційне училище льотчиків у Пермі.
Після закінчення училища направлений на фронт у діючу армію. Брав участь у боях з німецько-фашистськими загарбниками в складі військ Воронезького, Степового, 1-го Українського, 2-го Українського фронтів в якості льотчика-штурмовика, командира ланки, заступника командира ескадрильї, командира ескадрильї.
За час Другої світової війни на літаку-штурмовику «Іл-2» здійснив 185 бойових вильотів. Брав участь у боях за звільнення міст: Білгород, Курськ, Харків, Кіровоград, Львів, Краків, Сандомир, Корсунь-Шевченківський, Прага, Берлін та інших. Член ВКП(б)/КПРС з 1944 року.
За 111 бойових вильотів, у результаті яких особисто знищено багато живої сили і техніки противника, 10 квітня 1945 року Георгію Мушникову було присвоєно звання Герой Радянського Союзу з врученням ордена Леніна і медалі Золота зірка.
Після закінчення Другої світової війни до квітня 1958 року продовжував службу у Військово-повітряних силах СРСР. За період служби у ВПС Радянської армії літав на 16-ти типах літаків, у тому числі на реактивних літаках-винищувачах, навчав молодих льотчиків.
У 1958 році, за скорочення армії, звільнений у запас у званні підполковника. Після звільнення в запас 20 років працював на Уфимському машинобудівному заводі на посаді контролера, технолога, інженера, з яких 13 років був секретарем партбюро ВТК.
Помер 3 лютого 1984 року, похований у місті Уфі на Південному кладовищі.

## Пам'ять
- На честь Героя названа одна з вулиць у мікрорайоні Інорс Калінінського району міста Уфи.
- Його ім'я носила піонерська дружина школи в Бірску.
- У 2001 році в середній школі № 74 міста Уфи відкрився музей, присвячений Великій Вітчизняній війні. Він носить ім'я Героя Радянського Союзу Мушникова Г.Ю.
- У 2006 році за успіхи у патріотичному вихованні учнів СЗШ № 74 присвоєно ім'я Героя Радянського Союзу Мушникова Г.Ю.
- В Уфі відкрили меморіальну дошку Герою Радянського Союзу Георгію Мушникову[2].

## Нагороди
- Указом Президії Верховної Ради СРСР від 10 квітня 1945 року за бойові подвиги і проявлені мужність і героїзм у боях з німецько-фашистськими загарбниками гвардії старшому лейтенанту Мушникову Георгію Юстиновичу присвоєно звання Героя Радянського Союзу з врученням ордена Леніна і медалі «Золота Зірка» (№ 6074).
- За успішне виконання завдань Командування на фронтах Великої Вітчизняної війни нагороджений двома орденами Червоного Прапора, орденом Олександра Невського, орденом Вітчизняної війни 1 ступеня, двома орденами " Червона Зірка і багатьма медалями.